# الحروب الصربية التركية (1876–1878)
الحروب الصربية العثمانية (بالصربية: Српско-турски ратови / Srpsko-turski ratovi)، والمعروفة أيضًا باسم الحروب الصربية من أجل الاستقلال، تشير إلى حربين متتاليتين (1876-1877 و 1877-1878) بين إمارة صربيا والدولة العثمانية. بالاتحاد مع إمارة الجبل الأسود، أعلنت صربيا الحرب على الدولة العثمانية في 30 يونيو 1876. أُوقف إطلاق النار في الخريف بعد تدخّل القوى الأوروبية الكبرى، ونُظّم مؤتمر القسطنطينية. جرى التوقيع على اتفاق السلام في 28 فبراير 1877 على أسس وضع ما قبل الحرب. بعد فترة وجيزة من السلام الرسمي، أعلنت صربيا الحرب على الدولة العثمانية في 11 ديسمبر 1877. استمرت الأعمال العدائية المتجددة حتى فبراير 1878. حدّد كونغرس برلين (1878) النتيجة النهائية للحروب. حصلت صربيا على اعتراف دولي باعتبارها دولة مستقلة، وتوسّعت أراضيها.
في بداية الصراع، كان الجيش الصربي مدربًا تدريبًا سيئًا وغير مجهّز، على عكس قوات الدولة العثمانية. كانت الأهداف الهجومية التي سعى الجيش الصربي لتحقيقها أعلى طموحًا من القوة التي حظي بها، وشهدوا عددًا من الهزائم التي نتجت عن سوء التخطيط والتشتّت بشكل مزمن. أتاح ذلك للقوات العثمانية صدّ الهجمات الأولية للجيش الصربي وإجبارهم على الانسحاب. خلال خريف عام 1876، واصلت الدولة العثمانية هجومها الناجح الذي تُوِّج بانتصار على المرتفعات فوق قرية دونيس. خلال الصراع الثاني، بين 13 ديسمبر 1877 و5 فبراير 1878، أعادت القوات الصربية تجميع صفوفها بمساعدة من الإمبراطورية الروسية التي خاضت الحرب الروسية التركية. شكّل الصرب خمسة فيالق وهاجموا القوات العثمانية في الجنوب، واستولوا على المدن: نيش وبيروت وليسكوفاتس وفرانيي واحدة تلو الأخرى. تزامنت الحرب مع الانتفاضة البلغارية، وحرب الجبل الأسود مع الدولة العثمانية والحرب الروسية التركية، والتي تُعرف مع بعضها باسم الأزمة الشرقية الكبرى للدولة العثمانية.

## خلفية الأحداث والقوى المعارضة
في عام 1875، اندلعت ثورة الصرب في الهرسك -منطقة تابعة للدولة العثمانية- وسرعان ما انتشرت إلى مناطق أخرى من ولاية البوسنة، وفي ربيع عام 1876 اندلعت انتفاضة للسكان المسيحيين أيضًا في بلغاريا. على الرغم من أن الدولة العثمانية قمعت التمرد في بلغاريا بسرعة، ظلّ القتال مستمرًا في البوسنة والهرسك. في الوقت نفسه، وصلت حالة عدم الاستقرار السياسي ذروتها في العاصمة التركية في 30 مايو (1876) عندما عُزل السلطان عبد العزيز وحلّ محلّه مراد الخامس. استغلّت إمارتا صربيا والجبل الأسود شبه المستقلتين هذه الفرصة واختارتا الاستقلال بإعلان الحرب على الدولة العثمانية في 18 يونيو 1876.

## القوات
تمركز الجيش الصربي الرئيسي بقيادة القائد الأعلى ميخائيل تشيرنيايف -جنرال روسي- في القلعة الجنوبية لألكسيناتش. تألّف الجيش من ثلاث فرق صربية ومجموعة متنوعة من التشكيلات التطوعية التي يبلغ مجموعها نحو 45 ألف رجل. في الشمال الشرقي، تولّى ميلوجكو ليشجانين المتمركز في زاييتشار قيادة فرقة المشاة (6000) بدعم من سلاح الفرسان والفيلق البلغاري (2000). في الغرب، كانت هناك فرقتان ضعيفتان (3500 لكل فرقة)، واحدة في الجنوب الغربي في أوجيتسي بقيادة فرانتيشيك زاك والأخرى في الشمال الغربي في شاباتس بقيادة رانكو ألمبتش. كانت البندقية الرئيسية هي بيبودي إم 1870 والتي تحظى بأداء مشابه للكرنكا الروسية إم 1867. في حين أن البيبودي كانت أفضل سلاح متوفر لدى القوات الصربية، اضطر العديد منهم إلى أن يتدبّروا أمرهم بنسخة غرين الصربية إم 1867 غير المنتظمة وغيرها من التي تلقّم من مؤخرتها، أو حتى من فوهتها. احتوت بطاريات المدفعية على مجموعة متنوعة، معظمها من البنادق البرونزية التي كان جميعها تقريبًا أقل شأنًا من بنادق كروب العثمانية. كان هناك عدد قليل جدًا من سرايا الخيّالة، ما يعكس طبيعة التضاريس، وحتى تلك الموجودة كانت سيئة التجهيز. في ذلك الحين قبلت صربيا تجنيد جميع المتطوعين؛ كان هناك العديد من المتطوعين من مختلف البلدان، بمن فيهم الروسيون والبلغاريون وأتباع جوزيبي غاريبالدي الإيطاليون والضباط البروسيون، وكذلك الرجال الإنجليز والفرنسيون واليونانيون والرومانيون والبولنديون. وكانت أكبر المفرزات هي تلك الخاصة بالروسيين والبلغاريين. أثناء الحرب في الفترة 1876-1977، أُنشئت مفرزة تتألف من عدة مئات من المتطوعين الإيطاليين بمبادرة من غاريبالدي. وقفت مفرزات المتطوعين الروس -المستقلة رسميًا عن الدولة الروسية- دفاعًا عن صربيا. قاتل أكبر عدد من المتطوعين الروس في جيش تيموك مورافا، إذ وصل عددهم إلى 2200 تقريبًا، من بينهم 650 ضابطًا و300 موظف طبي.
تمركز الجيش العثماني الرئيسي في صوفيا بقيادة عبد الكريم مع 50 ألف رجل بالإضافة إلى غير النظاميين (باشي بازوك) والشركس. كانت هناك حامية عند قلعة نيش الحدودية بقيادة محمد علي مع ثمانية آلاف رجل. في فيدين، كان لدى عثمان نوري 23 ألف رجل. في الغرب، في سنجق البوسنة، كانت هناك حاميات صغيرة في بيه لينا وزفورنيك مع قوة أكبر (12 ألف معظمهم من العرب والمصريين) بقيادة درويش باشا ومحمد علي. استُدعيت لهذه الحرب أعداد كبيرة من قوات الرديف المسلحة في الغالب ببنادق السنايدر البريطانية السابقة. أصبحت البيبودي-مارتيني المتفوقة متوفرة على نطاق واسع واستخدمتها القوات المصرية بالتأكيد. تكرّر ذكر بنادق الكروب التي تُلقّم من مؤخرتها على الرغم من أنه كان هناك عدد كبير من البنادق البرونزية. كان أداء القوات العثمانية جيدًا أثناء الحرب وإن كان إمدادها بالضباط سيئًا للغاية.

## العمليات العسكرية

### الحرب الأولى (1876-1877)
وقعت المرحلة الأولى، المعروفة باسم الحرب الصربية العثمانية الأولى، في الفترة ما بين 30 يونيو 1876 و 28 فبراير 1877. أعلنت الحكومة الصربية الحرب على الدولة العثمانية في يوم القديس فيدوفدان الرمزي (28 يونيو)، يوم معركة كوسوفو (1389). كانت الخطة العسكرية الصربية الأولية هي الدفاع عن نيش ومهاجمة صوفيا بالجيش الرئيسي بقيادة تشيرنيايف. وستعمل الجيوش الأخرى على شنّ هجمات لتشتيت الأنظار في الوقت نفسه، لكن هذه الهجمات صُدّت في الغرب. في الشمال الشرقي، هُزم الجنرال ميلوجكو ليشجانين بالقرب من كيور بعد فشله في إيقاف التقدم العثماني فوق نهر تيموك. على الرغم من انسحابه إلى قلعة سايكار، استولى الجيش العثماني عليها في 7 أغسطس 1876. بدا أن التقدم الرئيسي للجيش الصربي في الجنوب قد حقّق نجاحًا مبدئيًا عندما تحرك بسرعة إلى أسفل وادي نيشافا واستولى على المرتفعات المهمة في بابينا غلافا، شمال بيروت. لكنهم أُجبروا على الانسحاب، عندما ردّ العثمانيون بإرسال رتلين بقيادة سليمان وحافظ لتطويق الموقع الصربي.
قرّر القائد العثماني عبد الكريم عدم الزحف في التضاريس الجبلية الصعبة بين نهري تيموك ومورافا، وبدلاً من ذلك ركّز 40 ألف جندي في نيش وتقدّم إلى الريف الأسهل في وادي مورافا باتجاه ألكسيناتش. كان لدى تشيرنيايف أقل من 30 ألف رجل، وعلى عكس القائد العثماني، وزّعهم على جانبي نهر مورافا وفي الجبال. وبالتالي، عندما حدث اشتباك بين القوتين، كانت القوات الصربية مهزومة بالنيران العثمانية المكثفة. تبع ذلك بعد فترة وجيزة هجومٌ بالحراب دحر القوات الصربية من الميدان. بسبب تردّد عبد الكريم في حسم المعركة ووصول قوات هورفاتوفيتش الجديدة، أُنشئ خط دفاعي صربي جديد في دونيس.
في أعقاب هذه السلسلة من النكسات والهزائم، قدّمت صربيا التماسات إلى القوى الأوروبية للتوسّط في حل دبلوماسي للحرب. أجبر إنذار مشترك من القوى الأوروبية الدولةَ العثمانية على قبول هدنة لمدة شهر مع صربيا، عُقدت خلالها مفاوضات السلام. اعتبرت القوى الأوروبية شروط السلام التي قدمتها الدولة العثمانية قاسية للغاية ورفضتها.
عندما انتهت الهدنة، استُئنفت الحرب وهاجم القائد الصربي الجديد، هورفاتوفيتش، المواقع العثمانية على طول جبهة عريضة من دونيس إلى ألكسيناتش في 28 سبتمبر 1876، لكن القوات العثمانية صدّت الهجمات. أُعيد تنظيم القوات العثمانية وتجميعها، وفي 19 أكتوبر 1876، شنّ جيش عادل باشا هجومًا مفاجئًا على اليمين الصربي، ما أجبر الصرب على الانسحاب إلى ديليقراد.
في 31 أكتوبر 1876، لمّا تحوّل الوضع إلى حالة مريعة وأوشكت القوات الصربية على الانهيار، حشدت روسيا جيشها وهدّدت بإعلان الحرب على الدولة العثمانية إذا لم توقّع على هدنة مع صربيا وتجدد مفاوضات السلام خلال ثمانٍ وأربعين ساعة. استمرت هذه المفاوضات حتى 15 يناير 1877 وأنهت القتال فعليًا بين صربيا والدولة العثمانية إلى أن أعلنت صربيا الحرب مرة أخرى -بعد أن حصلت على دعم مالي من روسيا- ضد الدولة العثمانية في عام 1877.

### الحرب الثانية (1877-1878)
حدثت المرحلة الثانية، والمعروفة بالحرب الصربية العثمانية الثانية، بين 13 ديسمبر 1877 و5 فبراير 1878. وانتهت بانتصار الصربيين.
وبحلول أوائل عام 1878، استولى الجيش الملكي الصربي على معظم حوض نهر مورافا الجنوبي، ووصل إلى بريشيفو وفيتيا. وفي 31 يناير استولوا على فرانجي.

## تبعات الحرب
تيتّم العديد من الأطفال نتيجة للحروب الصربية التركية. كان الوضع في صربيا حرجًا للغاية، إذ وصفه البعض «وصلت مجموعات هائلة من الأطفال إلى البلدات». في ذلك الوقت كان نظام الرعاية الاجتماعية في صربيا بدائيًا. عند إدراك هذا الوضع المأساوي، قرّر 50 مواطنًا بارزًا في بلغراد تأسيس «جمعية من أجل تنشئة الأطفال وحمايتهم» في فندق كاسينا في ساحة تيرازيجي في عام 1879. في هذه المؤسسة أنشئت أول مدرسة حرفية في صربيا.
خلال الحرب الصربية العثمانية 1876–78 وبعدها، طرد الجيش الصربي بين 30 ألف - و 70 ألف مسلم، معظمهم من الألبان، من سنجق نيش ولاذوا بالفرار إلى ولاية كوسوفو.